# Jean Ier de Trébizonde
Jean Ier de Trébizonde ou Jean Ier Grand Comnène Axouch (en grec : Ιωάννης Αʹ Μέγας Κομνηνός Αξούχος) (né vers 1208, mort en 1238) est empereur de Trébizonde de 1235 à 1238.
Son règne relativement court laisse peu de traces écrites. Cela est notamment dû au fait que le contexte géopolitique de la région est très tendu et instable depuis la chute de Constantinople face aux croisés en 1204. Jean Ier est le fils ainé du fondateur de l’empire, Alexis Ier Megas Comnène. Il ne sera pourtant que le troisième empereur, puisqu’il doit attendre la mort de son beau-frère, Andronic Ier Gidos, avant d'accéder à l'empire. Le règne de Jean Ier Comnène se termine de manière accidentelle : il meurt en jouant une variante du polo (tzykanion), un jeu à la mode parmi la noblesse byzantine.

## La dynastie des Comnène
La famille dont est issue Jean Ier Axouch est une famille dont les origines sont lointaines et dont l’influence sur l’empire byzantin est notable. En 1057, le dernier des empereurs Macédoniens est détrôné par Isaac Comnène, qui prend le pouvoir par la force. Les Comnène érigent donc une dynastie impériale qui s’étend sur les XIe et XIIe siècles. Ce n’est qu’en 1185 qu’Andronic Ier Comnène sera détrôné à son tour, cédant la place à Isaac II Ange. Néanmoins, la famille des Comnène ne s’éteint pas pour autant. Les petits-fils d’Andronic, David et Alexis, profiteront de la chute de Constantinople en 1204 pour asseoir leur autorité sur les terres orientales de l’empire, qui deviendront l’empire de Trébizonde. Dès 1204, les Comnène reprennent donc le pouvoir, cette fois en tant qu’empereurs de Trébizonde, et resteront au pouvoir jusqu’à la fin de l’empire en 1461. Dès la prise de pouvoir respective de David en Bythie et d’Alexis Ier au Pont, la dynastie ajoute le préfixe « Mégas » à leur nom, se distinguant ainsi des Comnène de Constantinople. Les empereurs de Trébizonde prennent donc tous le nom de « Grand Comnène ». À la suite de la chute de Constantinople, une seconde dynastie Comnène, dirigée par Michel Ier Doukas (arrière-petit-fils d’Alexis Ier de Comnène, empereur de Constantinople), fonde le despotat d'Épire, qui contrôle également une partie de la Thessalie et du nord-est de la Grèce byzantine. La dynastie des Comnène a donc régné sur Byzance durant près de deux siècles, et même après avoir perdu le pouvoir de l’empire, les Comnène sont assez puissants et influents pour reprendre contrôle de l’Épire et du Trébizonde, qui avec Nicée forment les trois empires non-latins, survivants de la chute de l’empire byzantin.

## Origines de l'empire de Trébizonde
L’empire de Trébizonde est créé en 1204, il n’est pas, comme l’empire de Nicée, un empire uniquement créé par les conséquences de la prise de Constantinople. En effet, bien que la chute de l’empire byzantin ait aidé à assurer une certaine prospérité à l’empire de Trébizonde, cette entité politique est née des actions des petits-fils du dernier empereur Comnène : David Comnène et Alexis Comnène. 
Ces derniers ont commencé dès début 1204 à prendre les territoires entre les monts Pont et la mer. Cette entreprise militaire fut possible grâce à l’aide des Géorgiens, alliés et protecteurs des Comnène depuis leur exil. L’empire ne s’agrandira pas après les règnes respectifs de David et Alexis Ier. Si la région de Trébizonde était l’une des plus peuplées sous l’empire byzantin, son économie était principalement basée sur l’agriculture. Avec la chute de Constantinople et la formation de l’empire de Trébizonde, Trébizonde (la ville) obtient une importance clef dans le développement commercial de la région. 
Néanmoins, Trébizonde n’aura jamais le prestige ou la richesse que possède Constantinople. Dans ses séjours dans les ambassades de Trébizonde et de Constantinople en 1292, Geoffroy de Langley, au service du roi Édouard Ier d’Angleterre, rapporte que son séjour à Trébizonde est moins impressionnant que celui à Constantinople, et que la vie semble meilleure à Constantinople, notamment dans l’alimentation qui est plus riche et variée.

## Le règne de JeanIer
Le règne de Jean Ier, relativement court, s’étend sur trois années, de 1235 à 1238. Troisième empereur de Trébizonde, sa légitimité n’est pas contestée puisqu’il est le fils d’Alexis Ier, le premier empereur de Trébizonde. Lors de la mort d’Alexis Ier, Jean n’est pas couronné empereur, peut-être parce qu'il était encore mineur lors du décès de son père. Cette information permet aux historiens de placer la date de naissance de Jean aux alentours de l’an 1208. C’est donc Andronic Ier Gidos, le beau-frère de Jean, qui exerce la fonction d’empereur de 1222 à 1235. Les sources laissent croire qu’Andronic était marié à la sœur de Jean Ier, dont la naissance se situe entre les années 1297 et 1210. Le règne d’Andronic n’est toutefois pas considéré comme une régence, puisqu’il est empereur jusqu’à sa mort en 1235. Bien qu’Andronic Ier Gidos soit considéré comme le deuxième empereur de Trébizonde, il ne semble pas être entièrement accepté par la dynastie des Grands Comnène, puisque de 1263 à 1266 règne Andronic Ier Megas Comnène (et non Andronic II). À la suite de la mort d’Andronic Gidos, le titre impérial revient donc au fils ainé d’Alexis Ier : Jean Ier Axouch. Le règne de Jean Ier n’est pas bien documenté, ainsi il est donc difficile de déterminer le type d’empereur qu’était Jean. Il est toutefois possible de constater que les frontières de l’empire restent stables sous le règne de Jean. En effet, bien qu’Andronic et Jean ne semblent pas organiser des campagnes d’expansion sous leur règnes respectifs, ils conservèrent néanmoins les acquis territoriaux d’Alexis Ier, malgré les menaces extérieures aux frontières. Ce n’est qu’en 1254 que les frontières de l’empire commencent à s’affaiblir, sous le règne de Manuel Ier, puis en 1264/65, sous le règne d’Andronic Ier Grand Comnène. Le règne de Jean Ier se termine néanmoins brusquement, à la suite d’un accident mortel dans une partie d’une variante de polo. Il laisse l’empire en conflit pour la succession qui est disputée par Manuel et Ioannikios.

## La question d'Ioannikios
Le règne de Jean Ier se termine en 1238 et deux prétendants au trône : Manuel, frère de Jean Ier, et Ioannikios; qui est soit le fils, soit un autre frère de Jean Ier. Selon l’historien Rustam Shurukov, Ioannikios est bien le frère de Jean Ier, probablement né en 1214, alors que la naissance de Manuel serait vers 1218. Les sources anciennes décrivent également Manuel comme le deuxième frère de Jean, ce qui confirme que l’empereur Jean avait un autre frère plus vieux que Manuel. Ioannikios, qu’il soit le fils ou le frère de Jean, avait la priorité sur le trône puisqu’il était soit le fils héritier, soit le plus vieux des frères de Jean. Manuel montera néanmoins sur le trône, forçant Ioannikios à s’isoler dans un monastère et porter la tonsure, reniant ainsi ses prétentions au trône de Trébizonde